# Grammy Awards 1972
Die Grammy Awards 1972 fanden am 15. März des Jahres statt. Es war die 14. Verleihung des wichtigsten US-amerikanischen Musikpreises. Die Auszeichnungen erfolgten in 44 Kategorien aus 15 Feldern.
Zum ersten Mal bekamen gleich zwei Künstler einen Ehrengrammy für ihr Lebenswerk. Allerdings sollte es für längere Zeit die letzte Vergabe in dieser Sonderkategorie sein; erst 1984 wurde diese wieder eingeführt.

## Hauptkategorien
Single des Jahres (Record of the Year):
- It's Too Late von Carole King

Album des Jahres (Album of the Year):
- Tapestry von Carole King

Song des Jahres (Song of the Year):
- You’ve Got a Friend von Carole King (Autor: Carole King)

Bester neuer Künstler (Best New Artist):
- Carly Simon

## Pop
Beste weibliche Gesangsdarbietung – Pop (Best Pop Vocal Performance, Female):
- Tapestry von Carole King

Beste männliche Gesangsdarbietung – Pop (Best Pop Vocal Performance, Male):
- You’ve Got a Friend von James Taylor

Beste Darbietung eines Duos oder einer Gruppe mit Gesang – Pop (Best Pop Performance By A Duo Or Group With Vocals):
- Carpenters von den Carpenters

Beste Instrumentaldarbietung – Pop (Best Pop Instrumental Performance):
- Smackwater Jack von Quincy Jones

## Rhythm & Blues
Beste weibliche Gesangsdarbietung – R&B (Best R&B Vocal Performance, Female):
- Bridge Over Troubled Water von Aretha Franklin

Beste männliche Gesangsdarbietung – R&B (Best R&B Vocal Performance, Male):
- A Natural Man von Lou Rawls

Beste Darbietung eines Duos oder einer Gruppe mit Gesang – Pop (Best R&B Performance By A Duo Or Group With Vocals):
- Proud Mary von Ike & Tina Turner

Bester R&B-Song (Best R&B Song):
- Ain't No Sunshine von Bill Withers (Autor: Bill Withers)

## Country
Beste weibliche Gesangsdarbietung – Country (Best Country Vocal Performance, Female):
- Help Me Make It Through the Night von Sammi Smith

Beste männliche Gesangsdarbietung – Country (Best Country Vocal Performance, Male):
- When You're Hot, You're Hot von Jerry Reed

Beste Countrygesangsdarbietung eines Duos oder einer Gruppe (Best Country Vocal Performance By A Duo Or Group):
- After The Fire Is Gone von Loretta Lynn & Conway Twitty

Bestes Darbietung eines Countryinstrumentals (Best Country Instrumental Performance):
- Snowbird von Chet Atkins

Bester Countrysong (Best Country Song):
- Help Me Make It Through the Night von Sammi Smith (Autor: Kris Kristofferson)

## Jazz
Beste Jazz-Darbietung eines Solisten (Best Jazz Performance By A Soloist):
- The Bill Evans Album von Bill Evans

Beste Jazz-Darbietung einer Gruppe (Best Jazz Performance By A Group):
- The Bill Evans Album vom Bill Evans Trio

Beste Jazz-Darbietung einer Big Band (Best Jazz Performance By A Big Band):
- New Orleans Suite von Duke Ellington

## Gospel
Beste Gospel-Darbietung (ohne Soul-Gospel) (Best Gospel Performance, Other Than Soul Gospel):
- Let Me Live von Charley Pride

Beste Soul-Gospel-Darbietung (Best Soul Gospel Performance):
- Put Your Hand In The Hand Of The Man From Galilee von Shirley Caesar

Beste Sacred-Darbietung (Best Sacred Performance):
- Did You Think To Pray von Charley Pride

## Folk
Beste Ethnofolk- oder traditionelle Folk-Aufnahme (einschließlich traditionellem Blues) (Best Ethnic Or Traditional Recording, Including Traditional Blues):
- They Call Me Muddy Waters von Muddy Waters

## Für Kinder
Beste Aufnahme für Kinder (Best Recording For Children):
- Bill Cosby Talks To Kids About Drugs von Bill Cosby

## Sprache
Beste gesprochene Aufnahme (Best Spoken Word Recording):
- Desiderata von Les Crane

## Comedy
Beste Comedy-Aufnahme (Best Comedy Recording):
- This Is a Recording von Lily Tomlin

## Musical Show
Beste Musik eines Original-Cast-Show-Albums (Best Score From An Original Cast Show Album):
- Godspell von der Originalbesetzung (Komponist und Produzent: Stephen Schwartz)

## Komposition / Arrangement
Beste Instrumentalkomposition (Best Instrumental Composition):
- Theme From Summer Of '42 (Komponist: Michel Legrand)

Beste Originalmusik geschrieben für einen Film oder ein Fernsehspecial (Best Original Score Written For A Motion Picture Or A Television Special):
- Shaft von Isaac Hayes

Bestes Instrumentalarrangement (Best Instrumental Arrangement):
- Theme From Shaft von Isaac Hayes (Arrangeure: Isaac Hayes, Johnny Allen)

Bestes Arrangement mit Gesangsbegleitung (Best Arrangement Accompanying Vocalists):
- Uncle Albert / Admiral Halsey von Paul & Linda McCartney (Arrangeur: Paul McCartney)

## Packages und Album-Begleittexte
Bestes Album-Cover (Best Album Cover):
- Pollution von Pollution (Künstlerischer Leiter: Dean O. Torrence; Fotograf: Gene Brownell)

Bester Album-Begleittext (Best Album Notes):
- Sam, Hard And Heavy von Sam Samudio (Verfasser: Sam Samudio)

## Produktion und Technik
Beste technische Aufnahme, ohne klassische Musik (Best Engineered Recording, Non-Classical):
- Theme From Shaft von Isaac Hayes (Technik: Henry Bush, Ron Capone, Dave Purple)

Beste technische Klassikaufnahme (Best Classical Engineered Recording):
- Berlioz: Requiem vom Wandsworth School Boys Choir und dem London Symphony Orchestra und Chor unter Leitung von Colin Davis (Technik: Vittorio Negri)

## Klassische Musik
Bestes Klassik-Album des Jahres (Album Of The Year, Classical):
- Horowitz spielt Rachmaninow (Etudes-tableaux Piano Music; Sonatas)  von Vladimir Horowitz

Beste klassische Orchesterdarbietung (Best Classical Performance – Orchestra):
- Mahler: „Sinfonie Nr. 1 in D-Dur“ vom Chicago Symphony Orchestra unter Leitung von Carlo Maria Giulini

Beste Opernaufnahme (Best Opera Recording):
- Verdi: „Aida“ von Grace Bumbry, Plácido Domingo, Sherrill Milnes, Leontyne Price, Ruggero Raimondi, dem John Aldis Choir und dem London Symphony Orchestra unter Leitung von Erich Leinsdorf

Beste Chor-Darbietung, Klassik (Best Choral Performance, Classical):
- Berlioz: „Requiem“ vom Wandsworth School Boys Choir und dem London Symphony Orchestra und Chor unter Leitung von Colin Davis

Beste Soloinstrument-Darbietung mit Orchester (Best Classical Performance – Instrumental Soloist or Soloists With Orchestra):
- Villa-Lobos: „Konzert für Gitarre“ von Julian Bream und dem London Symphony Orchestra unter Leitung von André Previn

Beste Soloinstrument-Darbietung ohne Orchester (Best Classical Performance – Instrumental Soloist or Soloists Without Orchestra):
- Horowitz spielt Rachmaninow (Etudes-tableaux Piano Music; Sonatas)  von Vladimir Horowitz

Beste Kammermusik-Darbietung (Best Chamber Music Performance):
- Debussy: „Quartett in G-Moll“ / Ravel: „Quartett in F-Dur“ vom Juilliard String Quartet

Beste klassische Solo-Gesangsdarbietung (Best Classical Vocal Soloist Performance):
- Leontyne Price singt Robert Schumann von Leontyne Price

## Special Merit Awards

### Grammy Lifetime Achievement Award
- Mahalia Jackson
- Louis Armstrong

Trustees Award
- The Beatles